# On aura tout vu
On aura tout vu is een Franse film van Georges Lautner die werd uitgebracht in 1976. 

## Verhaal
François Perrin is een reclamefotograaf die droomt van een carrière in de filmwereld. Samen met zijn vriend Henri heeft hij het scenario geschreven voor een poëtische film over de zuivere platonische liefde. Hij raakt echter hun scenario aan de straatstenen niet kwijt. 
Wanhopig en met tegenzin contacteert hij Bob Morlock, een producent van pornofilms. Die is bereid de film te financieren maar enkel op voorwaarde dat het scenario getransformeerd wordt in een pornoverhaal en dat de titel 'Le Miroir de l'âme' vervangen wordt door de heel wat meer tot de verbeelding sprekende titel 'La vaginale'.

## Rolverdeling
| Acteur               | Personage                                    |
| -------------------- | -------------------------------------------- |
| Pierre Richard       | François Perrin                              |
| Jean-Pierre Marielle | Bob Morlock                                  |
| Miou-Miou            | Christine Lefèbvre, de vriendin van François |
| Gérard Jugnot        | Ploumenech                                   |
| Henri Guybet         | Henri Mercier                                |
| Renée Saint-Cyr      | mevrouw Ferroni                              |
| Jean Michaud         | mijnheer Ferroni                             |
| Sabine Azéma         | Claude Ferroni                               |
| Jean Luisi           | Jules Slimane                                |
| Valérie Mairesse     | Pierrette                                    |
| Michel Blanc         | zichzelf                                     |
| Christian Clavier    | zichzelf                                     |
| Marie-Anne Chazel    | zichzelf                                     |
| Thierry Lhermitte    | een acteur                                   |